# توني هيرست
توني هيرست (بالإنجليزية: Tony Hirst)‏ هو لاعب كرة قدم أسترالية أسترالي، ولد في 14 يونيو 1945.

## وصلات خارجية
- توني هيرست على موقع AustralianFootball.com (الإنجليزية)
- توني هيرست على موقع AFLtables.com (الإنجليزية)